# A Promessa (filme de 2001)
A Promessa (em inglês:  The Pledge) é um filme norte-americano de 2001 dirigido por Sean Penn e gravado em Chilliwack, na Colúmbia Britânica (Canadá).

## Sinopse
Na noite em que se aposenta como sheriff de Nevada, Jerry Black (Jack Nicholson) promete à mãe de uma garota assassinada que ele vai encontrar o assassino. Jerry acredita que a polícia prendeu o homem errado; ele descobre que este é o terceiro incidente na área, pois em um passado recente houve mortes de vítimas jovens, loiras, bonitas e pequenas para sua idade. 
Então ele compra um velho posto de gasolina nas montanhas próximas ao local do crime com o objetivo de pesquisar sobre um alto homem que dirige um vagão preto, dá brinquedos como presente e chama a si mesmo "O Mago": dicas a partir de um desenho da garota morta. A vida solitária de Jerry dá caminho a uma amizade com uma mulher e sua filha pequena e loira. Será que Jerry negligenciou algo que possa se tornar fatal?

## Prêmios e indicações
Indicações
- 2001 - Festival Internacional de Berlim: concorreu ao Urso de Ouro
- 2001 - Festival de cinema de Cannes: Sean Penn concorreu à Palma de Ouro
- 2001 - World Soundtrack Awards: Hans Zimmer concorreu ao Prêmio de Melhor Trilha Sonora
- 2002 - ALMA Awards: Benicio del Toro concorreu ao Prêmio de Melhor Ator Coadjuvante
- 2002 - Bodil Awards: concorreu ao Prêmio de Melhor Filme Americano
- 2002 - Young Artist Award: Brittany Tiplady concorreu ao Prêmio de Atriz com Menos de 10 Anos

## Elenco
- Jack Nicholson -- Jerry Black
- Patricia Clarkson --  Margaret Larsen
- Benicio del Toro -- Toby Jay Wadenah
- Dale Dickey --  Strom
- Wendy Morrow Donaldson -- Proprietário do Resort
- Adrien Dorval -- Sheriff
- Aaron Eckhart -- Stan Krolák
- Shawn Henter -- Motorista do Ônibus
- Kathy Jensen -- Funcionária da Loja
- Taryn Knowles -- Ginny Larsen
- Nels Lennarson -- Hank
- Costas Mandylor -- Deputado
- J.J. McColl -- Agente da Polícia
- Gordon May -- Criminologista
- Gardiner Millar -- Deputado
- Helen Mirren -- Doutora
- Adam Nelson -- Deputado
- Tom Noonan -- Gary Jackson
- Michael O'Keefe -- Duane Larsen
- Tony Parsons -- Repórter da TV
- Robin Wright Penn -- Lori
- Robert Popoff -- Prisioneiro
- Vanessa Redgrave -- Annalise Hansen
- Nicole Robert -- Senhorita do Flea Market
- Mickey Rourke -- Jim Olstad
- Pauline Roberts -- Chrissy
- Eileen Ryan -- Jean
- Lucy Schmidt -- Alma Cage
- Sam Shepard -- Eric Pollack
- Lois Smith -- Helen Jackson
- Harry Dean Stanton -- Floyd Cage
- John R. Taylor -- Homem Grisalho
- Theodore Thomas -- Homem da Pensão
- Brittany Tiplady -- Becky Fiske
- Mavourneen Varcoe-Ryan -- Repórter da Cena do Crime
- Françoise Yip -- Bartender no Aeroporto